# Eiichiro Ozaki
Eiichiro Ozaki (尾崎 瑛一郎 Ozaki Eiichiro?, nacido el 7 de diciembre de 1984 en Shizuoka) es un futbolista japonés que se desempeña como defensa.

## Trayectoria

### Clubes
| Club                     | País     | Año         |
| ------------------------ | -------- | ----------- |
| Albirex Niigata          | Japón    | 2003        |
| Albirex Niigata Singapur | Singapur | 2004 - 2007 |
| Gainare Tottori          | Japón    | 2008 - 2013 |
| Azul Claro Numazu        | Japón    | 2014 -      |

## Estadística de carrera

### J. League
| Club              | Año   | J. League | J. League | Copa J. League | Copa J. League | Total | Total |
| Club              | Año   | Part.     | Goles     | Part.          | Goles          | Part. | Goles |
| ----------------- | ----- | --------- | --------- | -------------- | -------------- | ----- | ----- |
| Albirex Niigata   | 2003  | 17        | 0         | -              | -              | 17    | 0     |
| Gainare Tottori   | 2011  | 13        | 0         | -              | -              | 13    | 0     |
| Gainare Tottori   | 2012  | 29        | 1         | -              | -              | 29    | 1     |
| Gainare Tottori   | 2013  | 32        | 0         | -              | -              | 32    | 0     |
| Azul Claro Numazu | 2017  | 31        | 3         | -              | -              | 31    | 3     |
| Total             | Total | 122       | 4         | 0              | 0              | 122   | 4     |